# قائمة أكبر الشركات البرازيلية
تسرد هذه المقالة أكبر الشركات في البرازيل من حيث إيراداتها وصافي أرباحها وإجمالي أصولها، وفقًا لمجلات الأعمال الأمريكية فورتشن و فوربس .

## قائمة الشركات البرازيلية في تصنيف فورتشنلعام2019
تعرض هذه القائمة جميع الشركات البرازيلية الثمانية في قائمة فورتشن غلوبال 500، والتي تصنف أكبر الشركات في العالم من حيث الإيرادات السنوية. الأرقام الواردة أدناه معطاة بملايين الدولارات الأمريكية وهي خاصة بالسنة المالية 2018. كما تم إدراج المقر الرئيسي وصافي الربح وعدد الموظفين وقطاع الصناعة لكل شركة.
| الترتيب على البرازيل | الترتيب العالمي فورتشن 500 | الشركة                | صناعة            | الإيراد (بالملايين) | أرباح (بالملايين) | الموظفون | مقر           |
| -------------------- | -------------------------- | --------------------- | ---------------- | ------------------- | ----------------- | -------- | ------------- |
| 1                    | 74                         | بتروبراس              | النفط والغاز     | 95,584              | 7,173             | 63,361   | ريو دي جانيرو |
| 2                    | 191                        | Banco Itaú Unibanco   | الخدمات المصرفية | 54,662              | 6,815             | 100,335  | ساو باولو     |
| 3                    | 219                        | فريبوي JBS SA         | إنتاج الغذاء     | 49,709              | 6.9               | 230,086  | ساو باولو     |
| 4                    | 221                        | بانكو براديسكو        | الخدمات المصرفية | 49,612              | 4,538             | 86,772   | أوساسكو       |
| 5                    | 269                        | بانكو دو برازيل       | الخدمات المصرفية | 43,333              | 3,783             | 96,889   | برازيليا      |
| 6                    | 305                        | بنك الادخار الفيدرالي | تمويل            | 40,240              | 2,833             | 84,952   | برازيليا      |
| 7                    | 336                        | فالي دي ريو دوسي      | التعدين          | 36,696              | 6,860             | 70,270   | ريو دي جانيرو |
| 8                    | 499                        | Ultrapar              | تكتل             | 24,816              | 315               | 17,034   | ساو باولو     |

## قائمة الشركات البرازيلية في تصنيف فوربسلعام2019
تستند هذه القائمة إلى فوربس غلوبال 2000، والتي تصنف أكبر 2000 شركة مساهمة عامة في العالم، تأخذ قائمة فوربس في الاعتبار العديد من العوامل، بما في ذلك الإيرادات وصافي الربح وإجمالي الأصول والقيمة السوقية لكل شركة؛ حيث يتم إعطاء كل عامل مرتبة مرجحة من حيث الأهمية عند النظر في الترتيب العام، ويسرد الجدول أدناه أيضًا المقر الرئيسي وقطاع الصناعة لكل شركة. الأرقام بمليارات الدولارات الأمريكية وهي ترجع للعام المالي 2018. 
| الترتيب على البرازيل | الترتيب العالمي فوربس 2000 | الشركة                                                  | المقر            | الإيراد (بالمليارات) | أرباح (بالمليارات) | الأصول (بالمليارات) | القيمة (بالمليارات) | الصناعة           |
| -------------------- | -------------------------- | ------------------------------------------------------- | ---------------- | -------------------- | ------------------ | ------------------- | ------------------- | ----------------- |
| 1                    | 50                         | بتروبراس                                                | ريو دي جانيرو    | 95.7                 | 7.1                | 222.0               | 91.2                | النفط والغاز      |
| 2                    | 58                         | Banco Itaú Unibanco                                     | ساو باولو        | 53.8                 | 6.8                | 383.2               | 80.8                | الخدمات المصرفية  |
| 3                    | 96                         | بانكو براديسكو                                          | أوساسكو          | 62.6                 | 5.2                | 332.1               | 70.7                | الخدمات المصرفية  |
| 4                    | 139                        | فالي دي ريو دوسي                                        | ريو دي جانيرو    | 36.8                 | 7.0                | 88.2                | 68.3                | التعدين           |
| 5                    | 154                        | بانكو دو برازيل                                         | برازيليا         | 42.0                 | 3.8                | 368.4               | 34.5                | الخدمات المصرفية  |
| 6                    | 657                        | الكتروبراز                                              | ريو دي جانيرو    | 6.9                  | 3.6                | 46.8                | 11.1                | خدمات             |
| 7                    | 825                        | فريبوي                                                  | ساو باولو        | 49.7                 | 0.0                | 29.5                | 12.3                | إنتاج الغذاء      |
| 8                    | 859                        | Itaúsa                                                  | ساو باولو        | 1.6                  | 2.6                | 16.3                | 24.7                | تكتل              |
| 9                    | 912                        | براسكيم                                                 | ساو باولو        | 15.9                 | 0.8                | 15.3                | 9.7                 | النفط والغاز      |
| 10                   | 1089                       | Oi                                                      | ساو باولو        | 6.0                  | 6.7                | 16.9                | 2.5                 | الإتصالات         |
| 11                   | 1429                       | Companhia Siderúrgica Nacional                          | ساو باولو        | 6.3                  | 1.4                | 12.2                | 5.3                 | صلب               |
| 12                   | 1478                       | Cielo S.A.                                              | بارويري          | 3.2                  | 0.9                | 21.3                | 5.7                 | تمويل             |
| 13                   | 1486                       | السوق البرازيلي للضمانات والسلع والأوراق المالية الآجلة | ساو باولو        | 1.3                  | 0.6                | 10.1                | 16.5                | تمويل             |
| 14                   | 1546                       | CPFL Energia                                            | كامبيناس         | 8.2                  | 0.5                | 11.2                | 7.4                 | خدمات             |
| 15                   | 1647                       | Ultrapar                                                | ساو باولو        | 24.8                 | 0.3                | 7.9                 | 6.2                 | تكتل              |
| 16                   | 1660                       | GPA                                                     | ساو باولو        | 13.5                 | 0.3                | 13.6                | 6.3                 | بيع بالتجزئة      |
| 17                   | 1736                       | Metalurgica Gerdau                                      | بورتو أليغري     | 12.6                 | 0.2                | 13.2                | 1.8                 | صلب               |
| 18                   | 1799                       | Suzano Papel e Celulose                                 | سالفادور (باهيا) | 3.7                  | 0.1                | 13.9                | 14.0                | صناعة اللب والورق |
| 19                   | 1836                       | CEMIG                                                   | بيلو هوريزونتي   | 6.1                  | 0.5                | 15.4                | 6.1                 | خدمات             |
| 20                   | 1865                       | شركة سابيسب                                             | ساو باولو        | 4.4                  | 0.8                | 11.2                | 7.2                 | إدارة المخلفات    |